# Copa Libertadores Femenina 2018
Die Copa Libertadores Femenina 2018 war die zehnte Austragung des einzigen internationalen Frauenfußballwettbewerbes für Vereinsmannschaften des südamerikanischen Kontinentalverbandes CONMEBOL. Der Wettbewerb wurde in einem zweiwöchigen Turniermodus in Brasilien mit Manaus als einzige Spielstätte zwischen dem 4. und 18. November 2018 ausgetragen. Sämtliche Partien des Turnieres werden – anders als bei der Herren-Ausgabe – ohne Rückspiele ausgetragen.
Als erster kolumbianischer Vertreter gewann Atlético Huila die Trophäe.

## Teilnehmende Mannschaften
| Land        | Verein             | Qualifikationsgrund                                        |
| ----------- | ------------------ | ---------------------------------------------------------- |
| Argentinien | UAI Urquiza        | Meister der Primera División de Fútbol Femenino 2018       |
| Bolivien    | Deportivo ITA      | Meister des Campeonato Boliviano de Futebol Feminino 2018  |
| Brasilien   | EC Iranduba        | Gastgeber                                                  |
| Brasilien   | GO Audax           | Titelverteidiger                                           |
| Brasilien   | FC Santos          | Brasilianischer Meister 2017                               |
| Chile       | CSD Colo-Colo      | Meister der Primera División de Fútbol Femenino 2017       |
| Kolumbien   | Atlético Huila     | Kolumbianischer Meister 2018                               |
| Ecuador     | Unión Española     | Meister des Campeonato Ecuatoriano de Fútbol Femenino 2018 |
| Paraguay    | Cerro Porteño      | Meister des Campeonato Paraguayo de Fútbol Femenino 2017   |
| Peru        | JC Sport Girls     | Meister des Campeonato Peruano de Fútbol Femenino 2017     |
| Uruguay     | Peñarol Montevideo | Meister des Campeonato Uruguayo de Fútbol Femenino 2017    |
| Venezuela   | Flor de Patria FC  | Meister des Campeonato Venezolano de Fútbol Femenino 2018  |

## Spielstätten
Der Wettbewerb wird in drei Stadien der Hauptstadt des Bundesstaates Amazonas ausgetragen.
| Arena da Amazônia | Estádio Ismael Benigno |                       |
| Manaus            | Manaus                 | Manaus                |
| Arena da Amazônia | Estádio Ismael Benigno | Estádio Carlos Zamith |
| Kapazität: 44.370 | Kapazität: 10.000      | Kapazität: 5000       |

## Turnierverlauf

### Vorrunde

#### Gruppe A
| Pl. | Verein         | Sp. | S | U | N | Tore    | Diff. | Punkte |
| --- | -------------- | --- | - | - | - | ------- | ----- | ------ |
| 1.  | Atlético Huila | 3   | 2 | 0 | 1 | 006:200 | +4    | 06     |
| 2.  | GO Audax       | 3   | 2 | 0 | 1 | 005:100 | +4    | 06     |
| 3.  | Unión Española | 3   | 1 | 0 | 2 | 002:500 | −3    | 03     |
| 4.  | Uruguay        | 3   | 1 | 0 | 2 | 002:700 | −5    | 03     |

| 19. November 2018 |       |                |
| GO Audax          | 0 : 1 | Unión Española |
| Atlético Huila    | 3 : 0 | CA Peñarol     |
| 22. November 2018 |       |                |
| GO Audax          | 1 : 0 | Atlético Huila |
| Unión Española    | 0 : 2 | CA Peñarol     |
| 25. November 2018 |       |                |
| CA Peñarol        | 0 : 4 | GO Audax       |
| Unión Española    | 1 : 3 | Atlético Huila |

#### Gruppe B
| Pl. | Verein         | Sp. | S | U | N | Tore    | Diff. | Punkte |
| --- | -------------- | --- | - | - | - | ------- | ----- | ------ |
| 1.  | Santos FC      | 3   | 3 | 0 | 0 | 013:100 | +12   | 09     |
| 2.  | CSD Colo-Colo  | 3   | 2 | 0 | 1 | 009:600 | +3    | 06     |
| 3.  | JC Sport Girls | 3   | 1 | 0 | 2 | 003:100 | −7    | 03     |
| 4.  | Deportivo ITA  | 3   | 0 | 0 | 3 | 004:130 | −9    | 0      |

| 20. November 2018 |       |                |
| CSD Colo-Colo     | 1 : 4 | Santos FC      |
| JC Sport Girls    | 3 : 2 | Deportivo ITA  |
| 23. November 2018 |       |                |
| CSD Colo-Colo     | 5 : 0 | JC Sport Girls |
| Santos FC         | 6 : 0 | Deportivo ITA  |
| 26. November 2018 |       |                |
| Deportivo ITA     | 2 : 4 | CSD Colo-Colo  |
| Santos FC         | 3 : 0 | JC Sport Girls |

#### Gruppe C
| Pl. | Verein            | Sp. | S | U | N | Tore    | Diff. | Punkte |
| --- | ----------------- | --- | - | - | - | ------- | ----- | ------ |
| 1.  | EC Iranduba       | 3   | 1 | 2 | 0 | 005:400 | +1    | 05     |
| 2.  | UAI Urquiza       | 3   | 1 | 2 | 0 | 003:200 | +1    | 05     |
| 3.  | Flor de Patria FC | 3   | 1 | 0 | 2 | 004:300 | +1    | 03     |
| 4.  | Cerro Porteño     | 3   | 0 | 2 | 1 | 003:600 | −3    | 02     |

| 18. November 2018 |       |                   |
| UAI Urquiza       | 1 : 1 | Cerro Porteño     |
| Flor de Patria FC | 1 : 2 | EC Iranduba       |
| 21. November 2018 |       |                   |
| UAI Urquiza       | 1 : 0 | Flor de Patria FC |
| Cerro Porteño     | 2 : 2 | EC Iranduba       |
| 24. November 2018 |       |                   |
| EC Iranduba       | 1 : 1 | UAI Urquiza       |
| Cerro Porteño     | 0 : 3 | Flor de Patria FC |

### Bester Zweitplatzierter
| Pl. | Verein        | Sp. | S | U | N | Tore    | Diff. | Punkte |
| --- | ------------- | --- | - | - | - | ------- | ----- | ------ |
| 1.  | CSD Colo-Colo | 3   | 2 | 0 | 1 | 010:600 | +4    | 06     |
| 2.  | GO Audax      | 3   | 2 | 0 | 1 | 005:100 | +4    | 06     |
| 3.  | UAI Urquiza   | 3   | 1 | 2 | 0 | 003:200 | +1    | 05     |

### Finalrunde

#### Halbfinale
| Datum             |                | Ergebnis        |               | Ort               |
| ----------------- | -------------- | --------------- | ------------- | ----------------- |
| 29. November 2018 | Atlético Huila | 1:1 (3:1 i. E.) | EC Iranduba   | Arena da Amazônia |
| 29. November 2018 | Santos FC      | 3:0             | CSD Colo-Colo | Arena da Amazônia |

#### Spiel um Platz 3
| Datum            |             | Ergebnis        |               | Ort               |
| ---------------- | ----------- | --------------- | ------------- | ----------------- |
| 2. Dezember 2018 | EC Iranduba | 1:1 (2:0 i. E.) | CSD Colo-Colo | Arena da Amazônia |

#### Finale
| Atlético Huila                                 | Atlético Huila | Santos FC | Santos FC |
| ---------------------------------------------- | --- | --- | --------- |
| Atlético Huila                                 | \| 2. Dezember 2018 in Manaus (Arena da Amazônia) \| \| Ergebnis: 1:1 (0:1), 5:3 i. E. \| \| Schiedsrichterin: Zulma Quiñónez ( Paraguay) \| | \| 2. Dezember 2018 in Manaus (Arena da Amazônia) \| \| Ergebnis: 1:1 (0:1), 5:3 i. E. \| \| Schiedsrichterin: Zulma Quiñónez ( Paraguay) \| | Santos FC |
| Atlético Huila                                 | Cheftrainer: Virgilio Puerto | Cheftrainerin: Emily Lima | Santos FC |
| Atlético Huila                                 | 1:1 Gavy Santos (47.) | 0:1 Brena (1.) | Santos FC |
| Atlético Huila                                 | Elfmeterschießen | | Santos FC |
| Atlético Huila                                 | 1:0 Rodallega 2:1 Stabile 3:2 Vallejos 4:3 Cometti 5:3 Rincón                                                                                | 1:1 Maurine 2:2Camila 3:3 Juliete 4:3 Angelina                                                                                               | Santos FC |
| 2. Dezember 2018 in Manaus (Arena da Amazônia) | | |           |
| Ergebnis: 1:1 (0:1), 5:3 i. E.                 | | |           |
| Schiedsrichterin: Zulma Quiñónez ( Paraguay)   | | |           |

## Statistik

### Beste Torschützinnen
| Rang | Spielerin      | Klub          | Tore |
| ---- | -------------- | ------------- | ---- |
| 1    | Brena          | Santos FC     | 4    |
| 2    | Alanna Larissa | Santos FC     | 3    |
|      | Karla Torres   | CSD Colo-Colo | 3    |

## Weblink
- CONMEBOL Libertadores Femenina 2018 (offizielle Seite)